# Gõ kiến nâu
Gõ kiến nâu (tên khoa học: Celeus brachyurus) là một loài chim trong họ Picidae.

## Hình ảnh

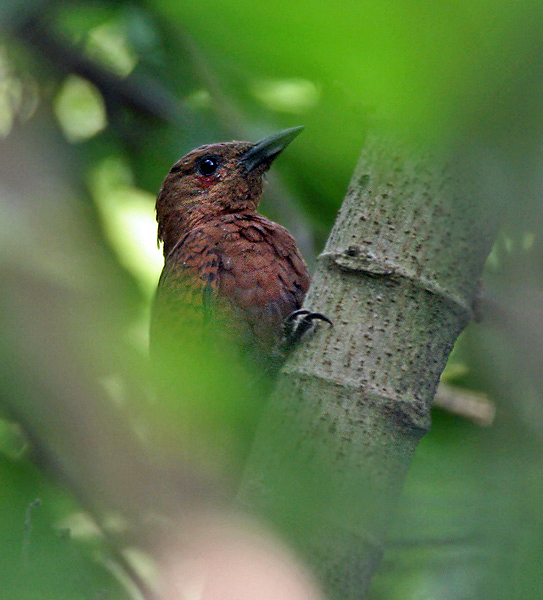
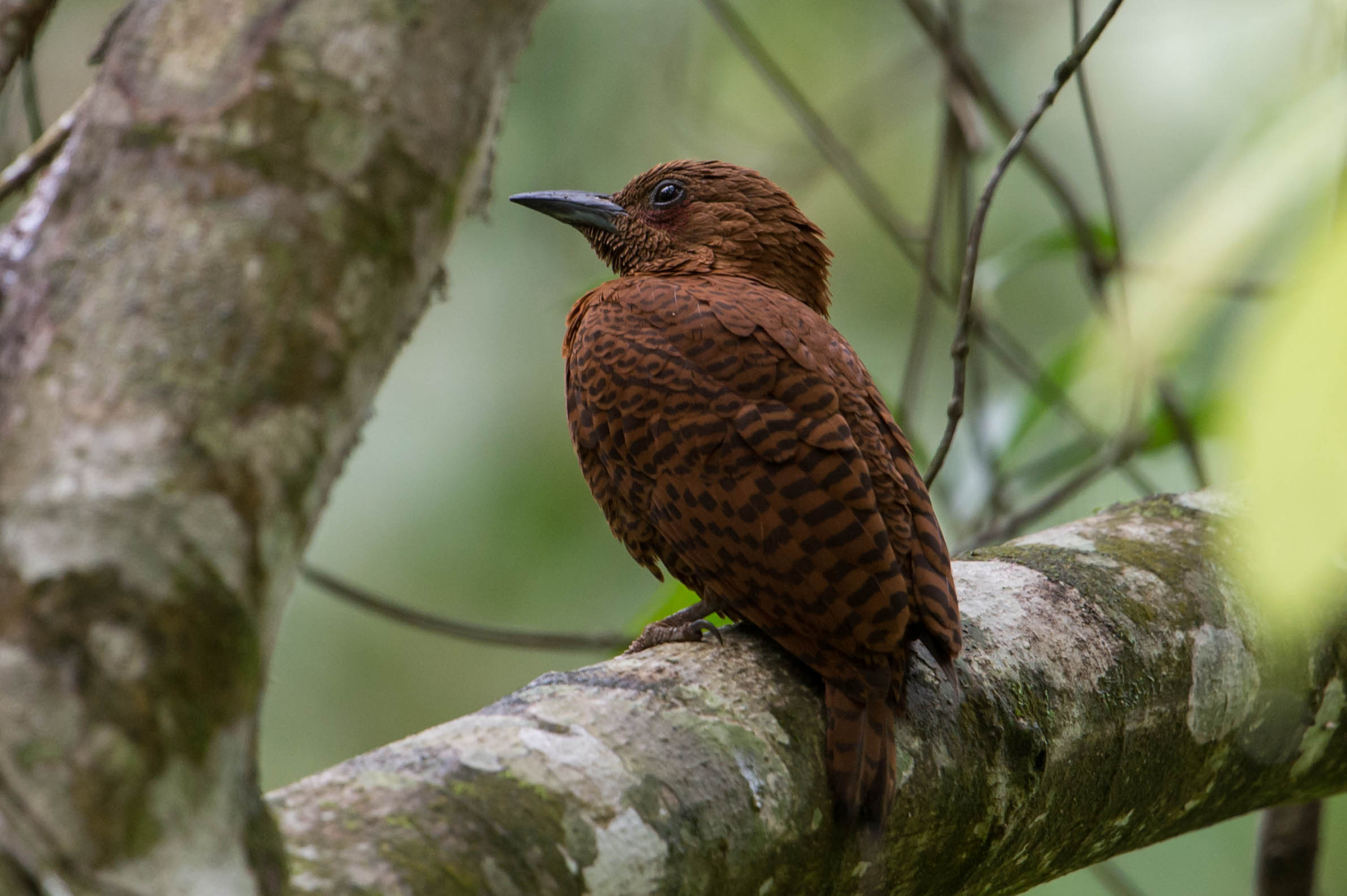
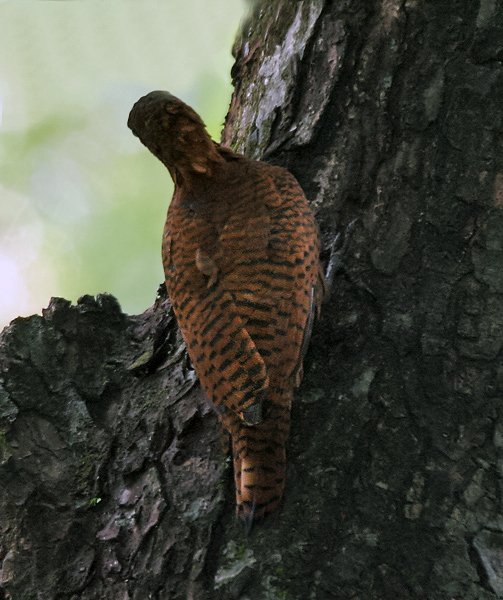